# Rucava
Rucava (deutsch Rutzau) im Bezirk Dienvidkurzeme ist die südwestlichste Ortschaft Lettlands, gelegen in Kurland nahe der Ostsee und der Grenze zu Litauen. Zur Gemeinde Rucava gehört der direkt an der Ostseeküste gelegene Ort Pape (Papissen). In Rucava befinden sich eine Grundschule, ein Kindergarten, eine lutherische und eine baptistische Kirche, ein Tourismusinformationszentrum, ein Kulturhaus sowie mehrere Gästehäuser, außerdem von 2009 bis 2021 die Verwaltungseinrichtungen des ehemaligen Bezirks Rucava (Rucavas novads).

## Geschichte
Der Ort wurde 1253 erstmals schriftlich erwähnt, als das Gebiet der Kuren zwischen dem Deutschen Orden und dem Bischof von Kurland geteilt wurde. Das Gut Rutzau (Rucavas muiža) war im 17. Jahrhundert Krongut der Herzöge von Kurland. Die Ortschaft entstand an der Poststation des Guts, wo die Straße von Libau nach Memel entlangführte.

## Sehenswürdigkeiten
- Die evangelisch-lutherische Kirche im Zentrum von Rucava wurde 1872–1874 im neuromanischen Stil errichtet. Nach einem Brand 1927 wurde sie 1932 restauriert. Die Kirche hat 570 Sitzplätze. Die Orgel von 1936 stammt von dem Orgelbaumeister Jēkabs Jauģiešis aus Liepāja (23 Register, 2 Manuale, Pedal, 1800 Stiele) und ist ein Denkmal von nationaler Bedeutung.[2]
- Die hölzerne Baptistenkirche wurde 1888 erbaut.[3]
- Das östlich von Rucava gelegene Rucava Arboretum (Rucavas dendroloģiskais parks arboretums) befindet sich seit 1996 auf dem Gelände des ehemaligen Gutshofes Rutzau (Rucavas muiža) an der Sventāja, die hier die Grenze zu Litauen bildet.[4]